# Othmarsingen
Othmarsingen is een gemeente en plaats in het Zwitserse kanton Aargau en maakt deel uit van het district Lenzburg. Othmarsingen telt 2.595 inwoners.

## Geboren
- Sophie Haemmerli-Marti (1868-1942), schrijfster en dichteres